# GTP difosfokinaza
GTP difosfokinaza (EC 2.7.6.5, guanozin 3',5'-polifosfatna sintaza, GTP pirofosfokinaza, ATP-GTP 3'-difosfotransferaza, guanozin 5',3'-polifosfatna sintetaza, (p)ppGpp sintetaza I, (p)ppGpp sintetaza II, guanozin pentafosfatna sintetaza, GPSI, GPSII) je enzim sa sistematskim imenom ATP:GTP 3'-difosfotransferaza. Ovaj enzim katalizuje sledeću hemijsku reakciju
ATP + GTP {\displaystyle \rightleftharpoons } AMP + guanozin 3'-difosfat 5'-trifosfat
GDP takođe može da deluje kao akceptor.

## Literatura
- Nicholas C. Price; Lewis Stevens (1999). Fundamentals of Enzymology: The Cell and Molecular Biology of Catalytic Proteins (Third изд.). USA: Oxford University Press. ISBN 019850229X.
- Eric J. Toone (2006). Advances in Enzymology and Related Areas of Molecular Biology, Protein Evolution (Volume 75 изд.). Wiley-Interscience. ISBN 0471205036.
- Branden C; Tooze J. Introduction to Protein Structure. New York, NY: Garland Publishing. ISBN 0-8153-2305-0.
- Irwin H. Segel. Enzyme Kinetics: Behavior and Analysis of Rapid Equilibrium and Steady-State Enzyme Systems (Book 44 изд.). Wiley Classics Library. ISBN 0471303097.
- William P. Jencks (1987). Catalysis in Chemistry and Enzymology. Dover Publications. ISBN 0486654605.

## Spoljašnje veze
- GTP+diphosphokinase на 